# Горнореченский
Горноре́ченский — посёлок в Кавалеровском районе Приморского края.

## Географическое положение

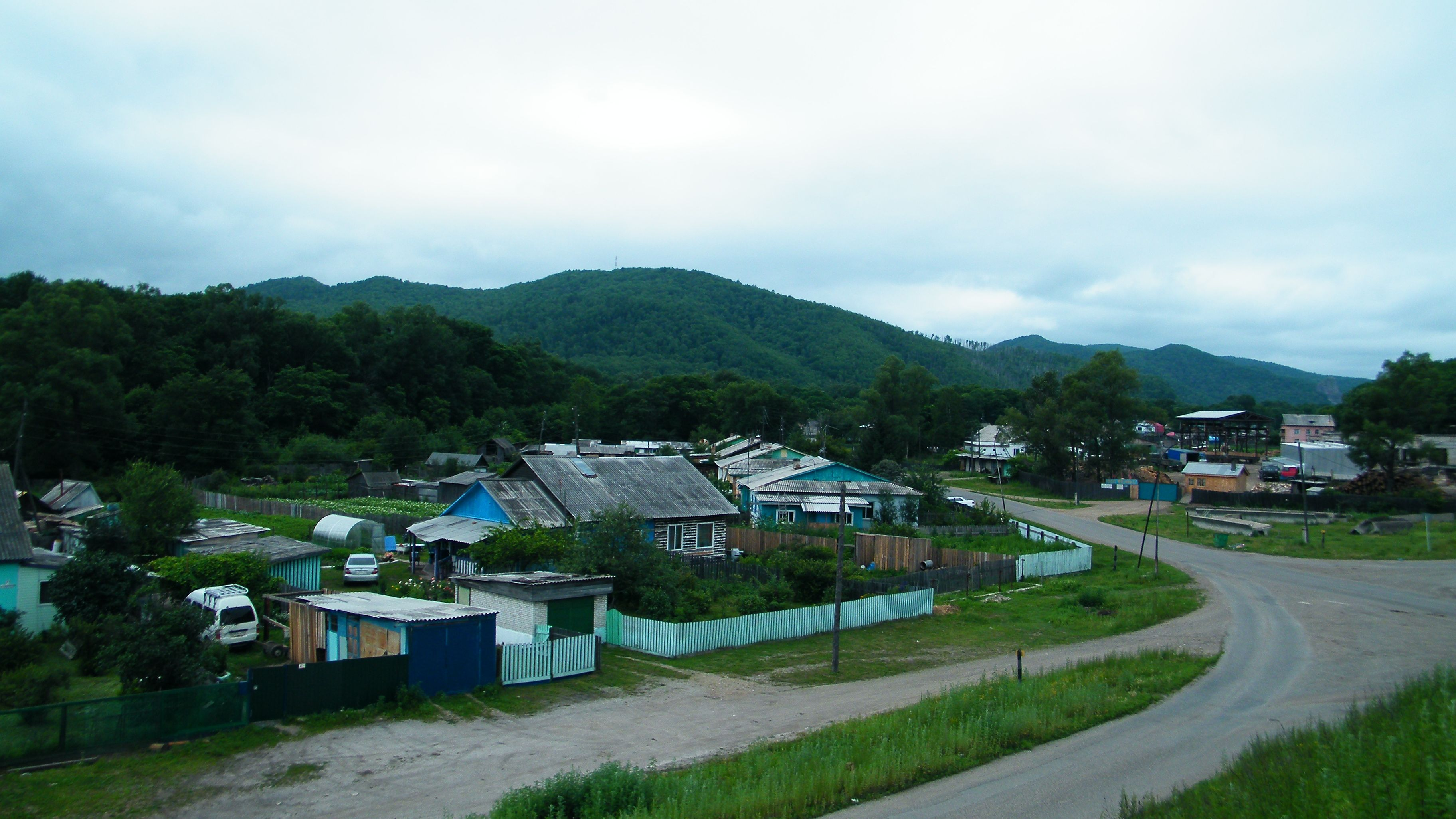
Посёлок Горнореченский, вид с автодороги Р447

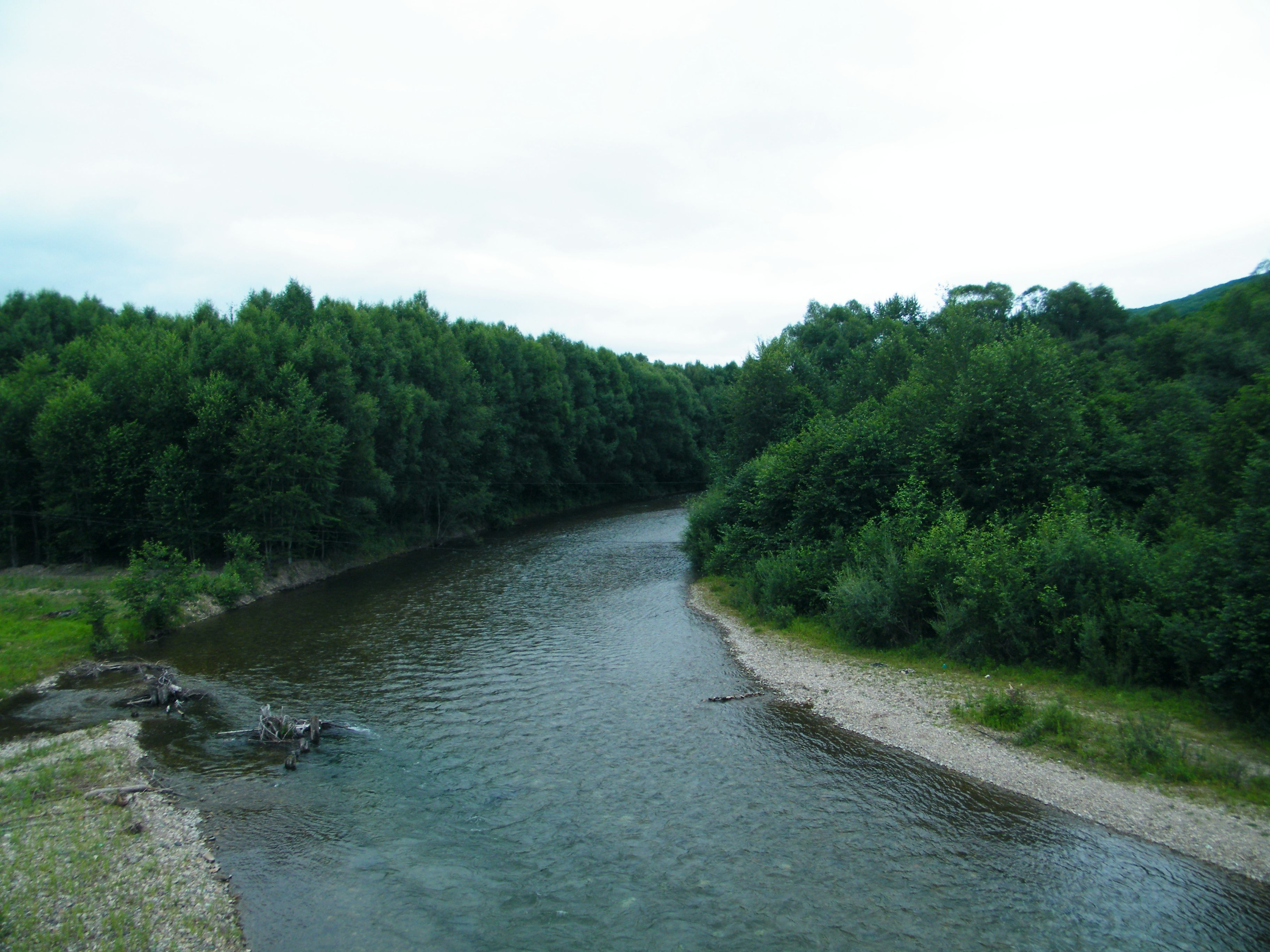
Река Высокогорская у пос. Горнореченский

Горнореченский расположен примерно в 2 км восточнее районного центра Кавалерово, с которым связан автодорогой Осиновка — Рудная Пристань, трасса Р447 соединяет его с пос. Ольга, рядом с посёлком протекает река Высокогорская, недалеко от Горнореченского впадая в реку Зеркальная.

## История
Горнореченск своим появлением и дальнейшим существованием обязан Хрустальненскому горно-обогатительному комбинату. В первые годы существования поселка в нём была построена электростанция, и находилось подсобное хозяйство комбината. Также действовал пионерский лагерь. После развала основного предприятия района жизнь в поселке постепенно стала затухать.
До 1972 года посёлок носил название Кенцухе.
Статус посёлка городского типа получен в 1979 году, который действовал до 2019 года.

## Население
| 1989  | 2002  | 2008  | 2009  | 2010  | 2011  | 2012  | 2013  | 2014  |
| ----- | ----- | ----- | ----- | ----- | ----- | ----- | ----- | ----- |
| 4045  | ↘3492 | ↘3389 | ↗3409 | ↘3165 | ↗3166 | ↘3110 | ↗3125 | ↘3047 |
| 2015  | 2016  | 2017  | 2018  | 2021  |       |       |       |       |
| ↗3056 | ↘3001 | ↘2958 | ↘2889 | ↘2586 |       |       |       |       |

Население на 1 января 2009 года — 3409 человек (оценочные данные), из которых 48,3 % мужчин и 51,7 % женщин.

## Улицы
| - ул. Водительская, - ул. Дачная, - пер. Дорожный, - ул. Зелёная, - ул. Кедровая, - ул. Кольцевая, - ул. Лесная, - ул. Мелиоративная, - ул. Мира, - ул. Мостовая, - ул. Набережная, | - ул. Надежды, - пер. Новый, - ул. Октябрьская, - пер. Ольгинский, - ул. Парковая, - ул. Пионерская, - пер. Пионерский, - ул. Промысловая, - ул. Рабочая, - пер. Речной, - ул. Российская, | - ул. Садовая, - ул. Санаторная, - ул. Светлая, - ул. Северная, - ул. Сенотрусова, - ул. Советская, - ул. Солнечная, - пер. Станционный, - ул. Строительная, - ул. Тенистая, - ул. Тигровая, | - ул. Тихая, - пер. Тополиный, - ул. Трудовая, - пер. Тупиковый, - ул. Уссурийская, - ул. Центральная, - ул. Черёмуховая, - пер. Школьный, - ул. Шоссейная, - ул. Ясная. |

## Инфраструктура
Основное предприятий посёлка — леспромхоз. В посёлке работает общеобразовательная школа, детский дом.

## Археология
В Горнореченске находятся два памятника археологии бохайской (698—926) культуры и один в 3 км от него — Горнореченские городища.